# Conazole

Angriffspunkt 2 in der Sterinsynthese

Die Conazole oder Azol-Fungizide sind eine große Wirkstoffgruppe der Fungizide. Sie wirken durch Hemmung der C14-Demethylase in der Ergosterin-Biosynthese (DMIs von englisch Demethylation Inhibitors).
Conazole haben ein breites Wirkungsspektrum und häufig eine systemische Wirkung. Im Gegensatz zu älteren Wirkstoffen benötigen sie deutlich geringere Aufwandmengen (ca. 20 bis 250 g·ha−1).
Nach ihrer chemischen Struktur lassen sie sich in die Triazole und die Imidazole aufteilen.

## Beispiele für Triazole
| - Triadimefon (1976) - Triadimenol (1978) - Bitertanol (1979) | - Propiconazol (1980) - Tebuconazol (1988) - Cyproconazol (1988) | - Difenoconazol (1989) - Tetraconazol (1991) - Epoxiconazol (1992) |

Triadimefon
Triadimenol
Bitertanol
Propiconazol
Tebuconazol
Cyproconazol
Difenoconazol
Epoxiconazol

## Beispiele für Imidazole

Imazalil
Prochloraz (1974)

- Imazalil
- Prochloraz